# Bernhard Britz
Bernhard Rudolf Britz, född 27 mars 1906 i Vallerstad, död 31 maj 1935 i Floda, Västergötland (skriven i Nässjö), var en svensk cyklist, som blev olympisk bronsmedaljör i landsvägslopp i Los Angeles 1932, såväl individuellt som i lag. Britz drev Brivex cykelfabrik i Nässjö och utvecklade bland annat en ny växel.
Britz tävlade bland annat för IFK Enskede, och vann 1927 B-klassen i Sexdagarsloppet med segrar på samtliga etapper, 1931 Osloloppet samt blev 1930 och 1933 svensk mästare på 100 km. Under 1933 segrade han även i Mälaren runt på ny rekordtid (9 timmar, 23 minuter och 57 sekunder) samt blev nordisk mästare.
Britz förolyckades i en kollision med en lastbil under en landsvägstävling.